# Højspænding (film)
Højspænding (originaltitel The Trouble Shooter) er en amerikansk stumfilm fra 1924 instrueret af Jack Conway.

## Medvirkende
- Tom Mix som Tom Steele
- Kathleen Key som Nancy Brewster
- Frank Currier som Benjamin Brewster
- J. Gunnis Davis som Pete Highley / Francis Earle
- Mike Donlin som Chet Conners
- Dolores Rousse som Chiquita
- Charles McHugh som Scotty McTavish
- Al Fremont som Stephen Kirby
- Tony the Horse